# الاستخبارات البشرية السرية والعمل السري
تتعامل الحكومات الوطنية مع كل من الاستخبارات والعمليات الخاصة العسكرية على أنها يجب أن تكون إما سرية تمامًا (والمقصود بـ«سرية»: أن وجودها غير معروف خارج الدوائر الحكومية ذات الصلة)، أو ببساطة لا يمكن ربطها بالجهة الراعية (والمقصود بـ«عمل سري» معرفة أن التخريب سيحدث، لكن من يرعاه غير معروف). يبقى تساؤل الحكومات مستمرًا وبلا جواب حول ما إذا كان يجب أن تكون كلا عمليتي الاستخبارات السرية والعمل السري تحت مسؤولية الوكالة ذاتها. تتضمن حجج القيام بذلك وجود وظائف مركزية لمراقبة العمل السري والاستخبارات البشرية السرية والتأكد من عدم تعارضها، بالإضافة إلى تجنب الازدواجية في الخدمات المشتركة مثل دعم الهويات المزيفة، ومكافحة التجسس، والاتصالات السرية. تشير الحجج المناهضة للقيام بذلك إلى أن إدارة النشاطَين تتطلب عقلية ومهارات مختلفة تمامًا، ويُعزى ذلك جزئيًا إلى أن الاجراءات السرية تكون دائمًا في جدول زمني أبطأ من العمل السري.

## خلفية تاريخية
خلال الحرب العالمية الثانية، عمل مكتب الخدمات الاستراتيجية بالولايات المتحدة، الذي كان سلف وكالة الاستخبارات المركزية وجزءً من القوات الخاصة لجيش الولايات المتحدة، عن كثب مع الاستخبارات البريطانية السرية ومنظمة تنفيذ العمليات الخاصة، ومنظمة الحرب السياسية. كانت المنظمتان الأخيرتان في زمن الحرب فقط، ودُمجت وظائفهما في جهاز الأمن الداخلي بعد الحرب.
اتبعت الولايات المتحدة عمومًا النموذج البريطاني الخاص بوكالة مدنية واحدة تتعاون بشكل وثيق مع الاستخبارات العسكرية وقوات العمليات العسكرية الخاصة. تتبع العديد من الدول هذا النموذج، ولكن غالبًا ما تظهر دعوات لإعادة تنظيمه، وتقسيم الوظائف المختلفة إلى وكالات مستقلة. تاريخيًا، نظرًا لأن الاستخبارات البريطانية السرية، بشكل معترف به، تعود في الأصل إلى الحرب العالمية الأولى وسبقت العمليات السرية لمنظماتها الخاصة بالحرب العالمية الثانية دخول الولايات المتحدة إلى الحرب، فمن المنطقي تقديمها أولًا. كانت هناك دائمًا علاقة وثيقة بين مؤسسات المملكة المتحدة والولايات المتحدة.

### عمليات المملكة المتحدة قبل الحرب
قبل الحرب العالمية الثانية، كانت وظيفة الحركة السرية البريطانية في القسم «د» من جهاز الاستخبارات السرية. كان جهاز الاستخبارات السرية أيضًا مسؤولًا عن عمليات الاستخبارات البشرية السرية. في الواقع، كان للمملكة المتحدة عمليات استخبارات بشرية قيّمة، واضحة وأقل رسمية من إصدارات القرن العشرين، إذ نُسبت إلى السير فرانسيس والسنغهام في عام 1583.

### خلفية عنها في الولايات المتحدة
يميل النظام الأمريكي إلى طلب شكليات قانونية أكثر من النظام البريطاني، لذلك أصبح من الضروري تعريف «العمل السري». كتعريف عملي، العمل السري هو شيء يدركه الهدف، لكن إما أنه لا يعرف بوجود من يؤثر على العوامل السياسية أو العسكرية أو العلمية أو الاقتصادية في البلد المُستهدَف أو لا يستطيع إثبات هويته. الإنكار المقبول هو وسيلة أخرى للقول إن الراعي لا يمكن إثباته. الأفعال السرية، في المقابل، هي أفعال ما يزال الطرف المستهدَف بها غير مدرك لها، مثل التجسس.
في السنوات التي سبقت الحرب العالمية الثانية مباشرة، لم يكن لدى الولايات المتحدة أي منظمة استخبارات بشرية سرية أو منظمات أعمال سرية. كانت هناك بالتأكيد أمثلة على كليهما، مثل سلسلة زيارات الرائد مارين إيرل إليس، في العشرينيات من القرن الماضي، إلى الجزر اليابانية في المحيط الهادئ. وضع إليس، الذي توفي في ظروف غامضة أثناء تأديته لواجبه، الخطة الأمريكية الأساسية لعمليات «التنقل بين الجزر» في مسرح المحيط الهادئ في الحرب العالمية الثانية. 

عند الاستخدام بحكمة، فإن الإجراء السري يمكن أن يُطلق عليه أيضًا «أنشطة خاصة» في الميزانية العسكرية، ويمكنه أن يبعث برسالة أقوى من الدبلوماسية، ويسبب تجنب حرب شاملة. كان هذا هو المفهوم الأصلي لجورج كينان، الذي أعقب الحرب العالمية الثانية وأصبح السياسة الأساسية للولايات المتحدة في عام 1947:
الحرب السياسية هي التطبيق المنطقي لعقيدة كلوزويتز في وقت السلم. وبأوسع تعريف، الحرب السياسية هي توظيف جميع الوسائل التي في قيادة الدولة، دون حرب، لتحقيق أهداف الدولة. هذه العمليات علنية وسرية وتتراوح من الأعمال العلنية مثل التحالفات السياسية والتدابير الاقتصادية ... والدعاية «البيضاء» إلى العمليات السرية مثل الدعم السري للعناصر الأجنبية «الصديقة» والحرب النفسية «السوداء» وحتى تشجيع المقاومة السرية في الدول المعادية.
لفهم مفهوم الحرب السياسية، يجب علينا أن ندرك أيضًا أن هنالك نوعان رئيسيان من الحروب السياسية؛ أحدهما علني والآخر سري. كلاهما، من حيث طبيعتهما الأساسية، يجب أن توجههما وتنسقهما وزارة الخارجية. العمليات العلنية هي، بالطبع، أنشطة السياسة التقليدية لأي مكتب خارجي يتمتع بقيادة إيجابية، سواء تم الاعتراف بها كحرب سياسية أم لا، فالعمليات السرية تقليدية في العديد من القنصليات الأوروبية ولكنها غير مألوفة نسبيًا لهذه الحكومة.

بعد أن تحمّلنا مسؤوليات دولية أكبر من أي وقت مضى في تاريخنا وانخرطنا في القوة الكاملة للحرب السياسية مع الكرملين، لا يمكننا أن نترك مواردنا غير المعبأة لحرب سياسية سرية. لا يمكننا تحمل الأزمات السياسية الأكثر جدية، في المستقبل، ما يقودنا إلى عمليات سرية مرتجلة ...
احتُرم مبدأ اقتراح كينان بشكل إيجابي من قبل جميع الوكالات التي ناقشته، لكن لا أحد يريد السيطرة بسبب الإحراج المحتمل من تعرض العملية للتسوية. وباعتبارها وكالة مبتدئة، فقدت وكالة الاستخبارات المركزية الأمريكية المعركة البيروقراطية، وتلقت، في عام 1948، توجيه مجلس الأمن القومي رقم 10/2، المُكون من بعض المنظمات المؤقتة، مكتب تنسيق السياسات، المسؤول عن العمليات السرية. كان مكتب العمليات الخاصة يجمع المعلومات السرية بشكل مستقل، وفي عام 1952، التحق مدير الاستخبارات المركزية، والتر بيدل سميث، بالاثنتين لتشكيل ما سُمي بشكل موجز بمديرية الخطط.
في الولايات المتحدة أكثر مما هو الحال في البلدان الأخرى، هناك معركة مستمرة بين المنظمات العسكرية والاستخباراتية، مع إجراءات إشراف مختلفة، حول من الذي يجب عليه التحكم في العمل السري. بعيدًا عن أن يتم تجنبها كما كان الحال في عام 1948، تريد المنظمات بفاعلية أخذ زمام السلطة عليها.